# NGC 2638
NGC 2638 (również PGC 24453 lub UGC 4534) – galaktyka spiralna (S0-a), znajdująca się w gwiazdozbiorze Rysia. Odkrył ją Édouard Jean-Marie Stephan 21 stycznia 1885 roku.